# Distemonanthus
Distemonanthus là một chi thực vật có hoa trong họ Đậu.